# Krisendienst
Ein Krisendienst steht Menschen in akuten Krisen beratend und helfend zur Seite. Die Beratung findet im direkten Kontakt, telefonisch und zum Teil sogar in schriftlicher Form über Briefe, E-Mail oder Chat statt. Die persönliche Beratung wird vielerorts auch anonym angeboten.
Hilfe wird unter anderem angeboten bei
- massiven Gefühlen von Angst, Unruhe oder Panik
- zugespitzten und ausweglos erscheinenden Auseinandersetzungen in der Familie
- bedrückender Isolation und Einsamkeit
- Krisenintervention bei Trennung, Trauer und Verlust
- Selbsttötungsgedanken
- Psychiatrische Krisen bei psychischen Erkrankungen und für Angehörige psychisch Kranker sowie deren Freunde oder Bekannte, die sich deshalb Sorgen machen.

Krisendienste bieten die Hilfe üblicherweise für ein bestimmtes Einzugsgebiet an. Das bietet die Möglichkeit, direkten Kontakt zwischen Hilfesuchendem und Krisendienst einzugehen.

## Telefonische Beratung
Ein telefonischer Krisendienst steht Menschen bei Problemen und in akuten Krisen zur Seite, indem dort anonym Hilfe über das Telefon angeboten wird, unter Umständen auch in Fremdsprachen. Die telefonische Beratung wird überregional über die Telefonseelsorge angeboten und regional über verschiedene lokale Krisendienste.

## Persönliche Besuche
Viele der lokalen Krisendienste stellen neben den hauptsächlichen telefonischen Kontakten, auch die Möglichkeit von Besuchen zur Verfügung. So besteht oft sowohl die Option in die Räume des Krisendienstes zu kommen, als auch bei Bedarf Hausbesuche in Anspruch zu nehmen.

## Krisenbetten
In vielen Städten gibt es Krisenübernachtungsmöglichkeiten für Menschen in aktuellen Krisen, die sich selbst gefährden oder aus einem anderen Grund nicht allein sein können. Diese unterscheiden sich meist von den psychiatrischen Abteilungen der Krankenhäuser, da hier ausschließlich Patienten betreut werden, die freiwillig kommen. Eine Zwangsmedikation findet nicht statt. Die Aufenthaltsdauer ist meist beschränkt auf wenige Tage, es gibt aber auch Krisenzentren, die längere Aufenthalte gewähren.

## Muttersprachliche Beratung
Migranten, die sich in schwierigen Lebenslagen befinden, können die angebotenen Hilfestellungen aufgrund mangelnder Sprachkenntnisse häufig nicht annehmen. Mögliche Interventionsmaßnahmen sind abhängig von den sprachlichen Möglichkeiten sowie der interkulturellen Handlungskompetenz der Berater. Nur wenige Krisendienste bieten muttersprachliche Krisenintervention an. Migranten in Krisensituationen wenden sich deshalb oft nicht an die jeweiligen Einrichtungen.